# Église Saint-André de Bernis
L'église Saint-André est une église romane située à Bernis dans le département français du Gard en région Occitanie.

## Localisation
L'église Saint-André ne se trouve pas au centre du vieux village (qui est entouré d'un boulevard circulaire) mais à 300 m à l'est de celui-ci, avenue de Camargue.

## Historique

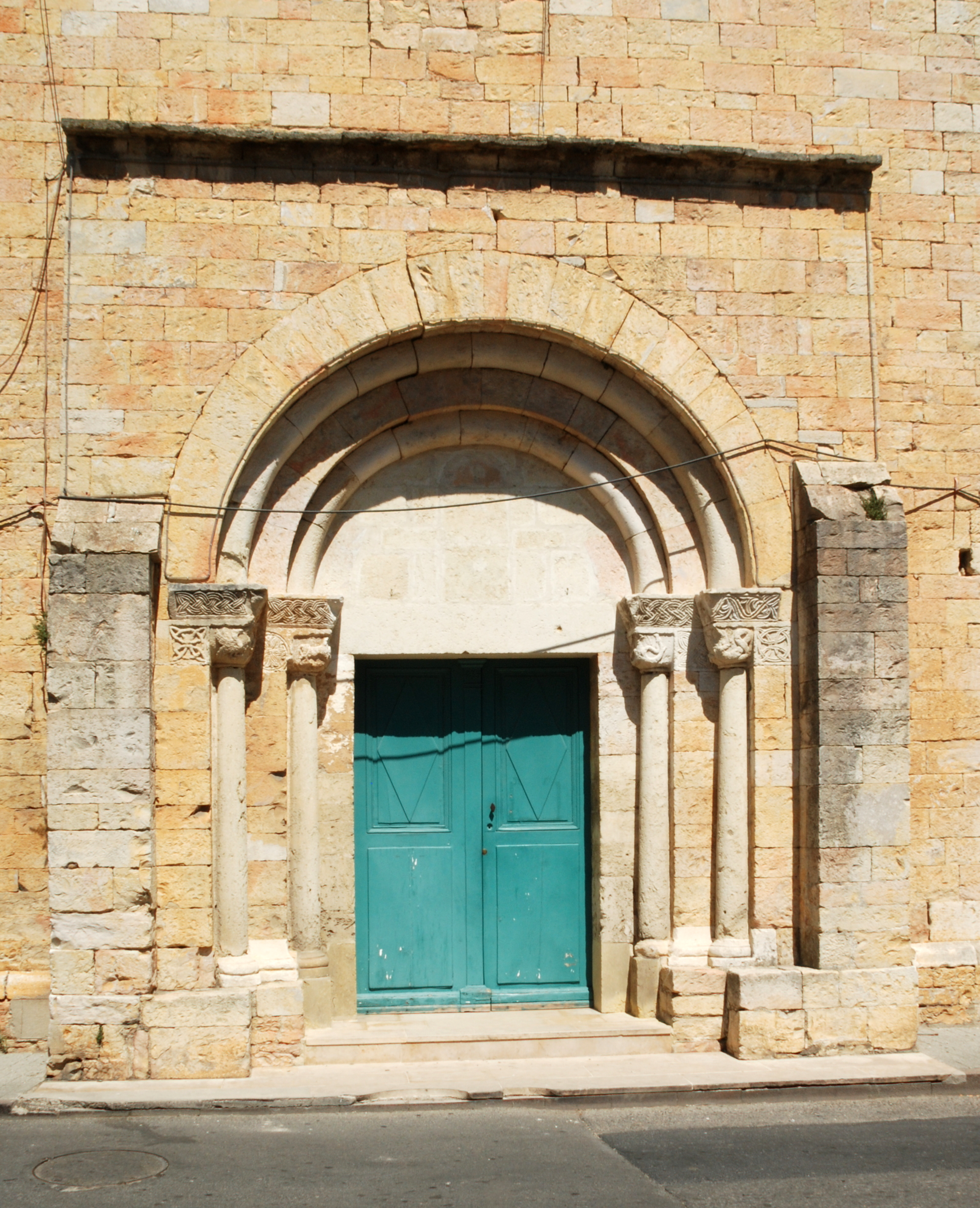
Le portail.

Le village de Bernis est mentionné dans le cartulaire de la cathédrale de Nîmes sous les noms de Villa Bernices in comitatu Nemausense en 920, Castrum de Bernizes en 1007, De Bernizo en 1027, De Bernice en 1031 et De Bernicis en 1108.
L'église Saint-André est construite au XIIe siècle : elle est mentionnée en 1119 sous le nom d'Ecclesia Sancti-Andreæ de Berniz. 
Il ne subsiste de l'édifice roman que le portail et la nef, le reste ayant été détruit par les guerres de Religion et par un incendie en 1703.
L'église est reconstruite une première fois en 1680 après les destructions causées par les guerres de Religion et une deuxième fois au XVIIIe siècle après l'incendie de 1703.
Le clocher, quant à lui, est édifié en 1854.

## Statut patrimonial
L'église fait l'objet d'un inscription au titre des monuments historiques depuis le 31 mai 2006.
Plusieurs objets sont référencés dans la base Palissy (voir les notices liées).
Elle appartient à la commune et est située en « zone de protection du patrimoine architectural, urbain et paysager ».

## Architecture

### La façade occidentale
La façade de l'église est édifiée en pierre de taille assemblée en grand appareil et présente un portail roman et un oculus.

### Le portail occidental
Le portail roman qui orne la façade occidentale constitue l'élément architectural le plus intéressant de l'église.
Bâti en légère saillie et soutenu par deux contreforts, ce portail présente un tympan badigonné et une archivolte composée de quatre voussures dont deux sont ornées d'un arc torique (boudin). La voussure externe est ornée d'un arc en plein cintre dont les claveaux sont plus étroits aux sommiers qu'à la clef (plus étroits à la base qu'au sommet).
Le portail est encadré de deux groupes de deux colonnes ornées d'un tore à leur base et surmontées de chapiteaux sculptés sur lesquels les voussures de l'archivolte prennent appui.
La corbeille de ces chapiteaux est ornée de sirènes, griffons ailés et autres créatures fantastiques alors que leur tailloir est orné d'entrelacs.
À côté des chapiteaux apparaît un motif d'inspiration wisigothique : la roue solaire enserrant une marguerite.

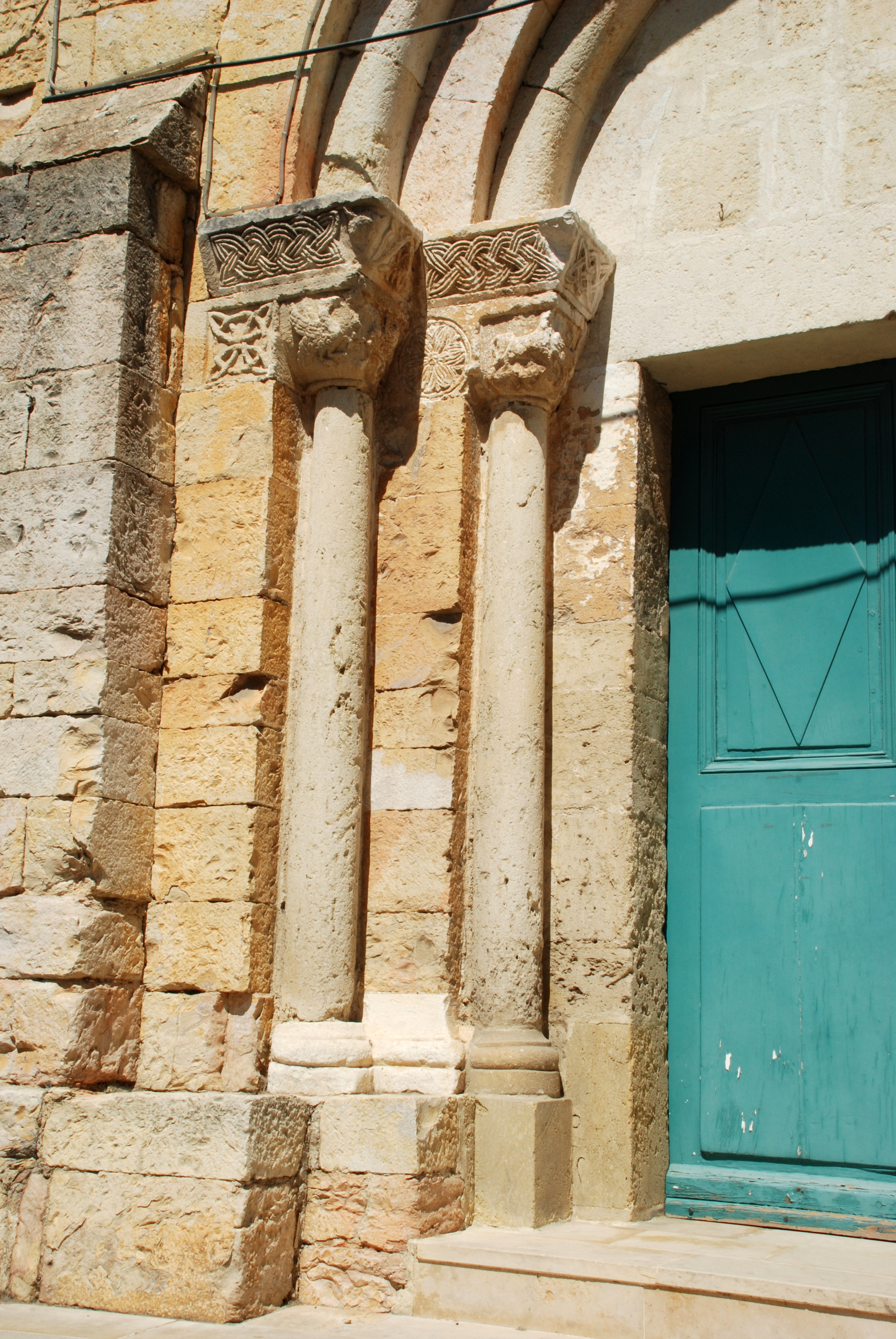
Colonnes de gauche.
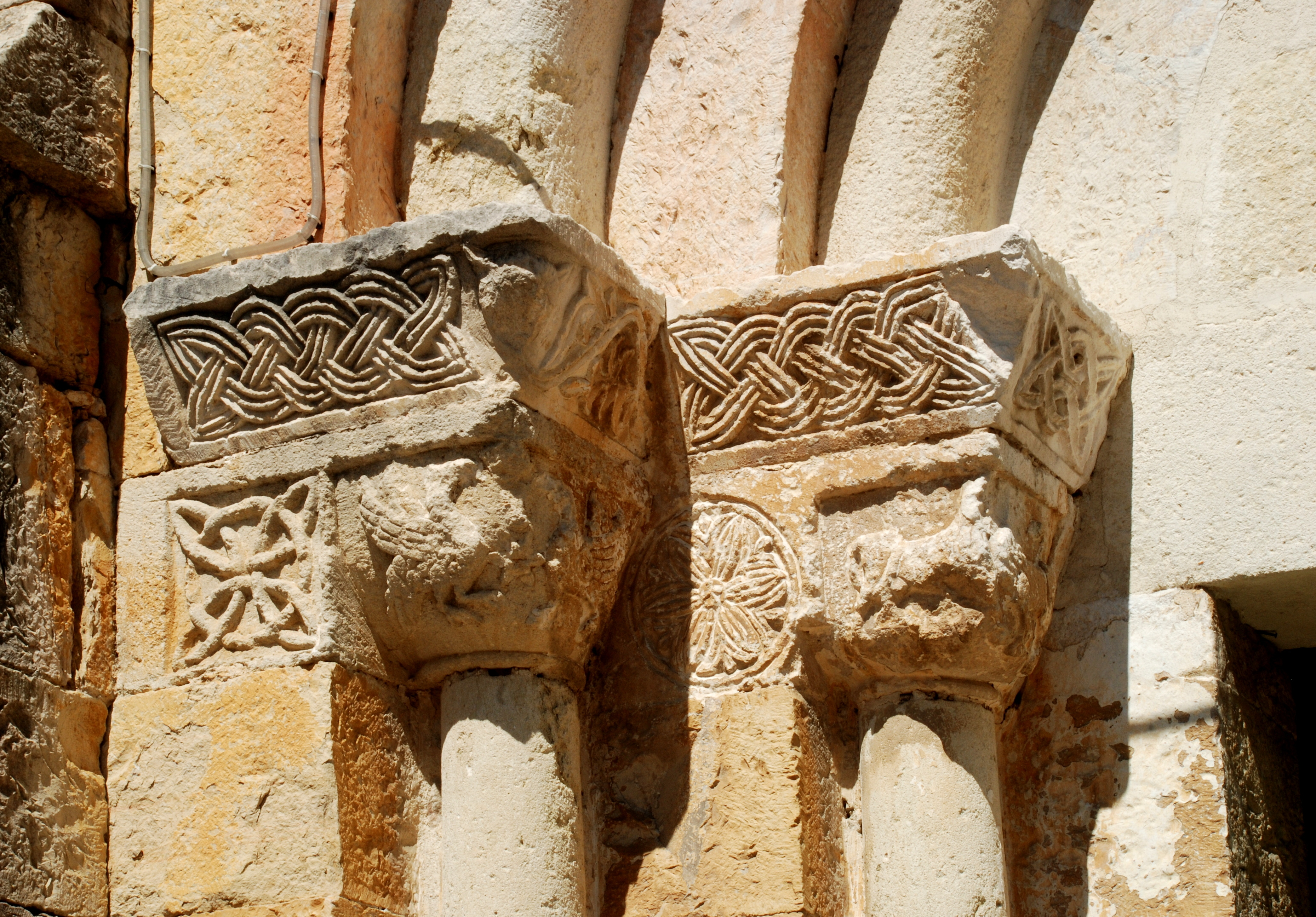
Chapiteaux de gauche.
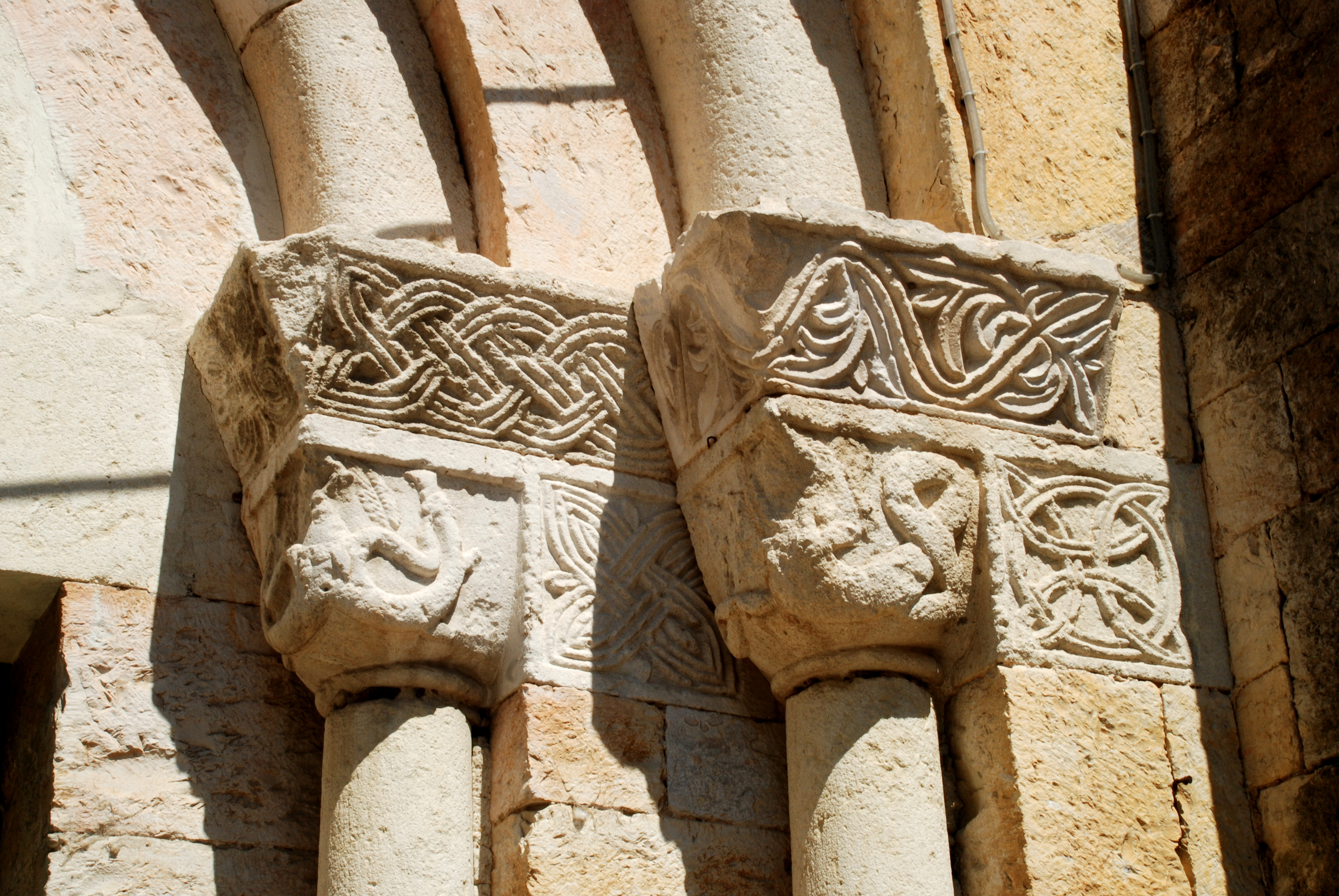
Chapiteaux de droite.
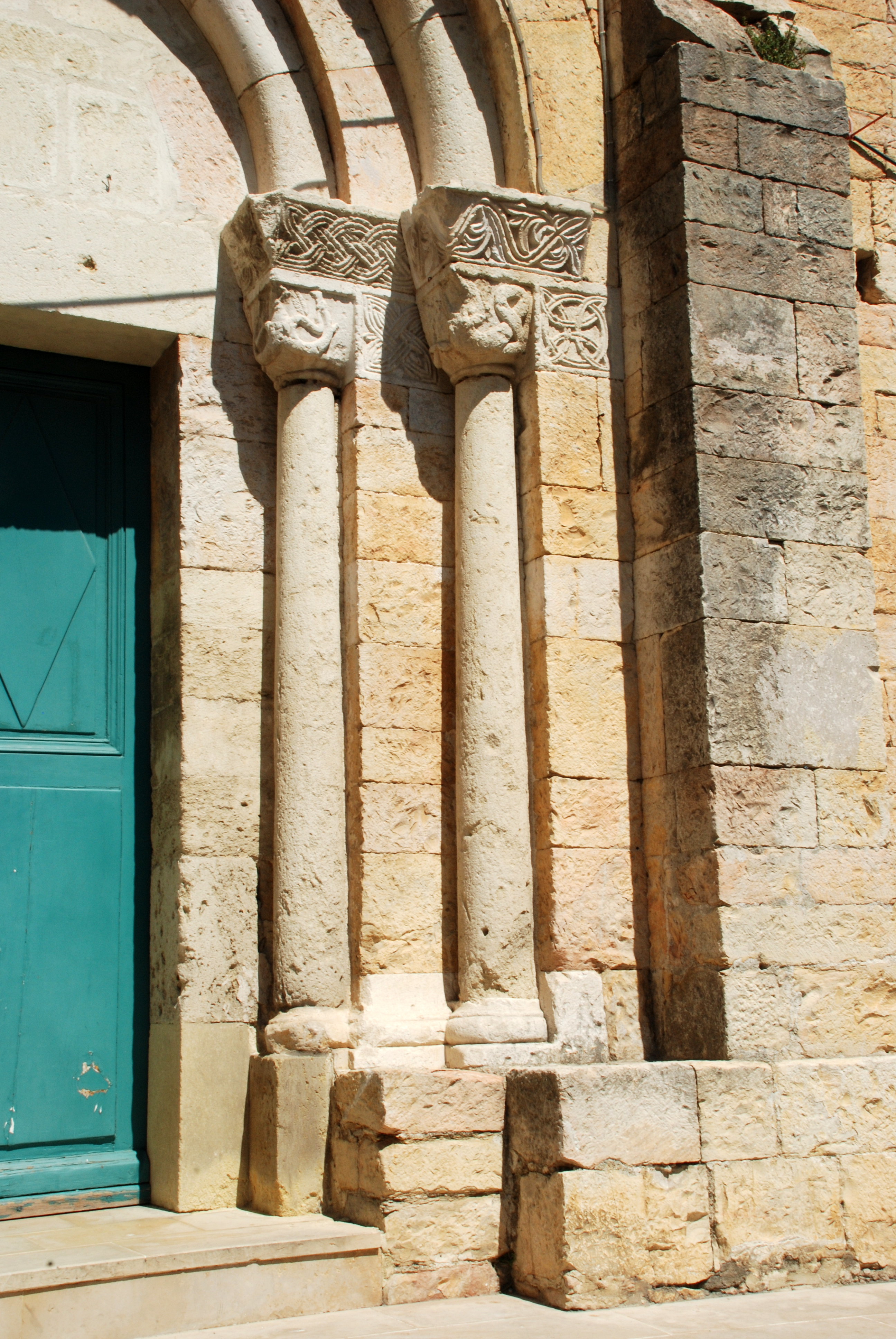
Colonnes de droite.

## Borne milliaire
Une des colonnes de la nef de l'église est en fait une borne milliaire haute de 2,90 m utilisée en réemploi.
Cette borne porte une inscription au nom de l'empereur Claude et fait l'objet d'un classement depuis le 29 décembre 1906.